# Renault RE40
El Renault RE40 es un monoplaza de Fórmula 1 diseñado por Renault para el temporada 1983 de Fórmula 1. El RE40 sucede al Renault RE30C que participó en los dos primeros Grandes Premios de la temporada. El francés Alain Prost y el estadounidense Eddie Cheever fueron los pilotos.
Al final de la temporada de 1982, se prohibió el efecto suelo y el automóvil se construyó con un fondo plano. Este chasis es el primer chasis de Renault íntegramente en fibra de carbono y su fabricación se encargó a la firma Hurel-Dubois, empresa aeronáutica francesa. Solo la nariz ("crash box") está hecha de aluminio para facilitar las reparaciones en caso de un accidente menor. La superficie de las aletas se agranda para una mejor carga aerodinámica.

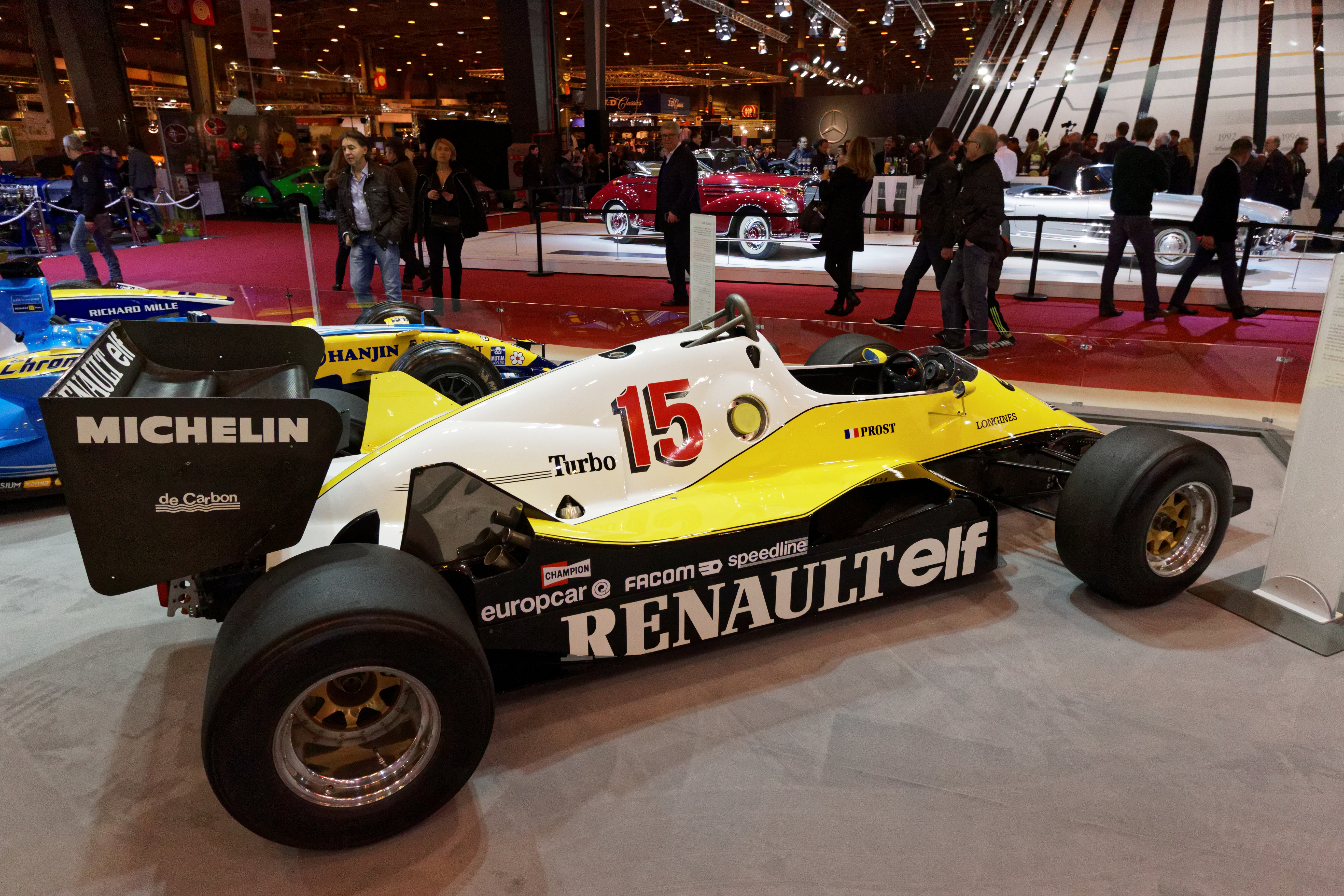
Alain Prost terminó segundo en el campeonato de 1983 con el Renault RE40.

El motor sigue siendo el Renault Gordini EF1 V6 turbo de 1.5 litros, que desarrolla 650 caballos de fuerza.